# Pellouailles-les-Vignes
Pellouailles-les-Vignes är en kommun i departementet Maine-et-Loire i regionen Pays de la Loire i nordvästra Frankrike. Kommunen ligger i kantonen Angers-Nord-Est som tillhör arrondissementet Angers. År 2018 hade Pellouailles-les-Vignes 2 523 invånare.

## Befolkningsutveckling
Antalet invånare i kommunen Pellouailles-les-Vignes
| Referens: INSEE |